# Hermann Maria Stoeckle
Hermann Maria Stoeckle (* 3. September 1888 in Bayreuth; † 12. März 1972 in Rom) war ein deutscher römisch-katholischer Geistlicher und Rektor des Campo Santo Teutonico.

## Leben
Hermann Maria Stoeckle studierte nach seinem Abitur an der Benediktinerschule St. Stephan in Augsburg Theologie und Rechtswissenschaften in München. Seit 1907 war er Mitglied der katholischen Studentenverbindung KDStV Aenania München im CV.  Am 29. Juni 1912 empfing er die Priesterweihe für das Erzbistum München-Freising. Nach kurzer Tätigkeit als Aushilfspriester am Institut der Englischen Fräulein in München-Nymphenburg wurde er für ein Doktoratsstudium freigestellt. Im Ersten Weltkrieg war Stoeckle zwanzig Monate lang Pfarrer beim Bayerischen Lazarett–Trupp 20 und bei der Bayerischen Kriegslazarett, Abteilung 20. Er wurde mit dem Eisernen Kreuz (Zweiter Klasse) und der Preußischen Rot–Kreuz–Medaille (Dritter Klasse) ausgezeichnet. 1918 wurde er Chorvikar in Sankt Kajetan in München. 1923 wurde Stoeckle zum Dr. theol. promoviert und war anschließend Hausgeistlicher an den Münchener Universitätskliniken. 1925/26 befand er sich zu einem Studienaufenthalt in Rom und war Kaplan am Priesterkolleg Santa Maria dell’Anima.
Von 1931 bis 1954 war Stoeckle Rektor des Campo Santo Teutonico. Von 1938 bis 1949 übernahm er zudem das Amt des Direktors des Römischen Instituts der Görres-Gesellschaft (RIGG). Stoeckle war seit 1934 Päpstlicher Ehrenprälat und seit 1954 Domherr am Petersdom.
Stoeckle unterstützte die Aktivitäten des irischen Priesters Hugh O’Flaherty, der während des Zweiten Weltkriegs als Widerstandskämpfer gegen den Nationalsozialismus im von der Wehrmacht besetzten Italien bekannt wurde. Er versteckte gemeinsam mit Helfern ungefähr 6500 Juden und aus der Kriegsgefangenschaft geflüchtete Soldaten der Alliierten in Klöstern, kirchlichen Gebäuden und in Privathäusern. Zu dieser Zeit lebte Hugh O’Flaherty am deutschen Priesterkolleg Campo Santo Teutonico, von wo aus er seine „Escape Line“ und Hilfsorganisationen 1943/44 koordinierte.